# Бобров, Александр Фёдорович
Бобров Александр Фёдорович (4 августа 1890, Большая Алешня, Хомутовский район — 1970, Кривой Рог, Днепропетровская область) — российский и советский военный, герой гражданской войны.

## Биография
Родился 4 августа 1890 года на территории нынешней Курской области.
В детстве батрачил. Участник 1-й мировой войны, служил в составе 17-й артиллерийской бригады.
В 1918 году участвовал в обороне Петрограда. В 1920 году окончил Высшую артиллерийскую школу.
Организатор и командир партизанского отряда на Курщине. Участник гражданской войны на Восточном, Туркестанском фронтах. Командир 4-й отдельной артиллерийской батареи.
31 марта — 3 апреля 1923 года отличился в походе против отрядов Астрахан-бека в районе Верного (Алма-Ата).
В 1927—1929 годах работал на строительстве Кузбасса.
Участник Великой Отечественной войны, служил в Главном артиллерийском управлении Красной армии. С 1944 года в запасе.
Жил в городе Кривой Рог, где умер в 1970 году.

## Награды
- Орден Красного Знамени РСФСР (1924)[1];
- Орден Красного Знамени[1].